# Râmeț, Alba
Râmeț (în maghiară Remete, în germană Einsiedel) este satul de reședință al comunei cu același nume din județul Alba, Transilvania, România.
Pe Harta Iosefină a Transilvaniei din 1769-1773 (Sectio 138), localitatea apare sub numele de „Remete”. 

## Lăcașuri de cult
- Mănăstirea Râmeț. Schitul, întemeiat către sfârșitul secolului al XIV-lea, păstrează vechea biserică de piatră, o construcție dreptunghiulară cu absida semicirculară decroșată [2]. Naosul este boltit în semicilindru axial, iar pronaosul are bolta semicilindrică transversală, deasupra sa înălțându-se turnul-clopotniță. La interior, valoroase picturi datorate maestrului Mihul de la Crișul Alb (1483), de asemenea picturi din 1741, în stil postbrâncovenesc, executate de o echipă de maeștrii în frunte cu Grigore Ranite. Clădirea arhondaricului [3] datează din secolul al XVI-lea și a găzduit prima școală românească din jud. Alba. Mănăstirea este marcată și pe Harta Iosefină a Transilvaniei din 1769-1773 (Sectio 138).

## Obiective turistice
- Rezervația naturală "Cheile Râmeților"
- Mănăstirea Râmeț

Comuna Râmeț este traversată de o parte a Munților Trascău, cunoscută în zonă cu denumirea de "Tarcău". Este o comună cu 14 cătune, a căror denumire este luată de la numele de familie a celor ce viețuiesc acolo. Zone cu interes turistic: Huda lui papară, Sat Cheia și Cheile Rîmețului, valea Inzelului, Valea Poienii, Sat Brădești, Poiana narciselor, Peștera din Tarcău, Peștera din Bonta, Vânătările 
Ponorului.
Este printre comunele cu cele mai multe biserici. Sunt 7 biserici parohiale și o mănăstire.
Mănăstirea Râmeț este situată în cătunul Valea Mănăstirii cu acces auto din Teiuș 18 kilometri.
Celelalte biserici le găsim astfel:
Biserica din Pleașă, Biserica din valea Uzei sau Albești, Biserica din Olteni, Biserica din Valea Inzelului, Biserica din Brădești și Biserica din Cheia.
Satele sunt puțin populate și cu oameni înaintați în vârstă.
Cătunele mai populate sunt: cătun Vlădești, Pleașă, Valea Inzelului, Olteni, Valea Făgetului, Brădești, Valea Poienii, cătune ce depășesc puțin 10 familii. Restul cătunelor cum ar fi: Prăjăști, Cheia, Boțani, Vicești, Bicești și altele nu depășesc 2 familii sau 2 persoane (sat Cheia).
La satele propriu-zise din Comuna Rîmeț se ajunge prin orașul Aiud.

## Imagini

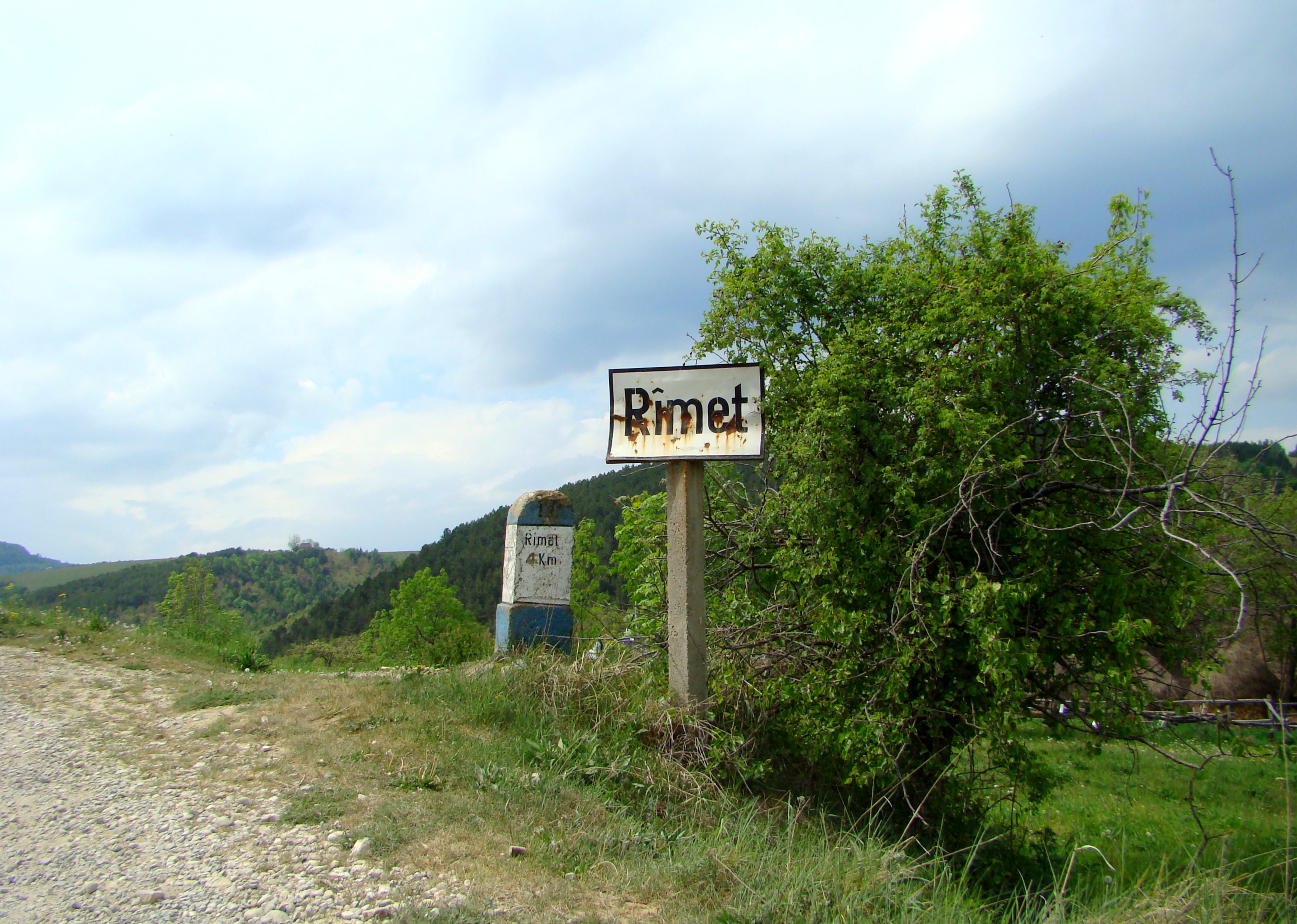
Intrarea în localitate
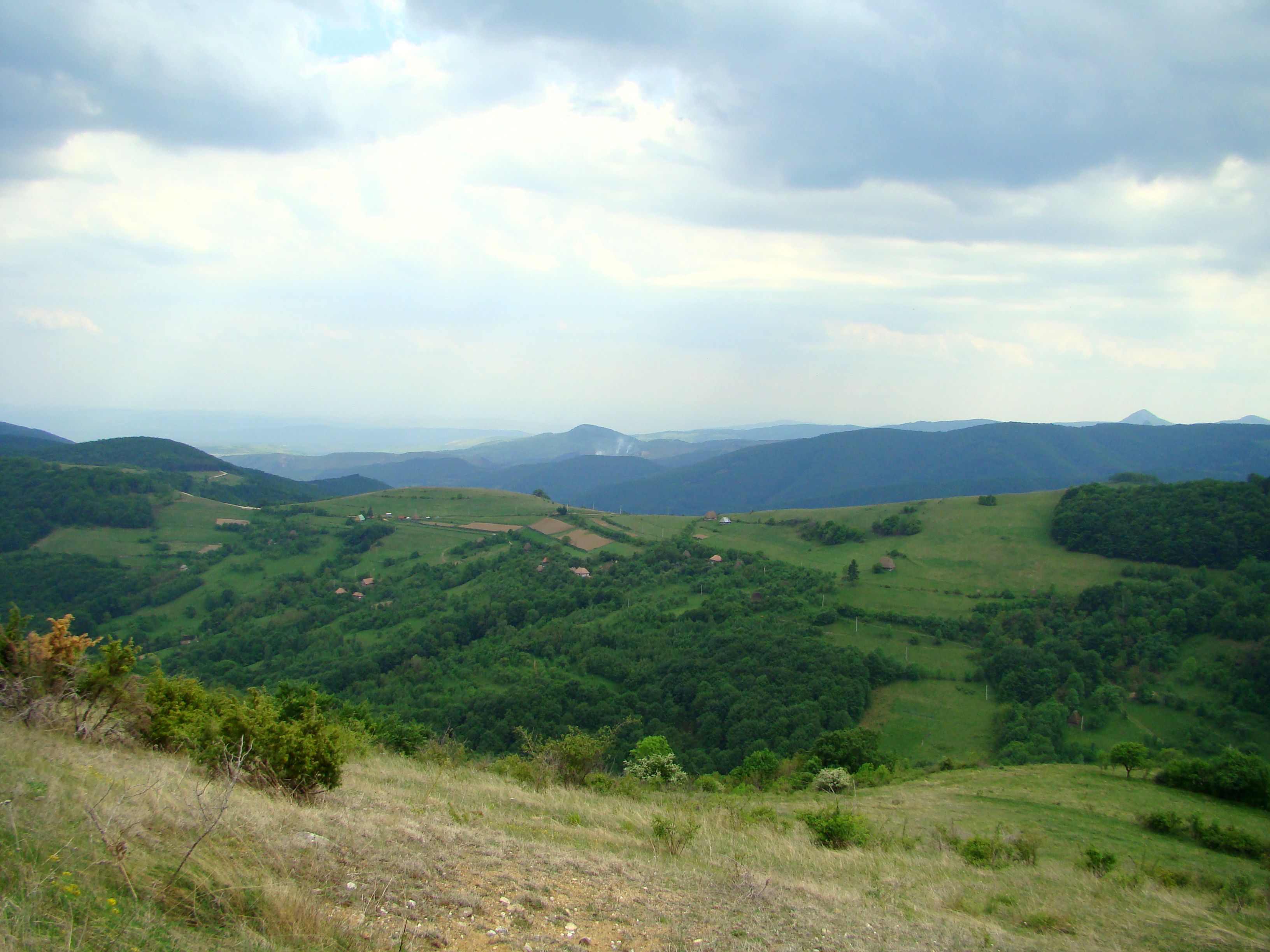
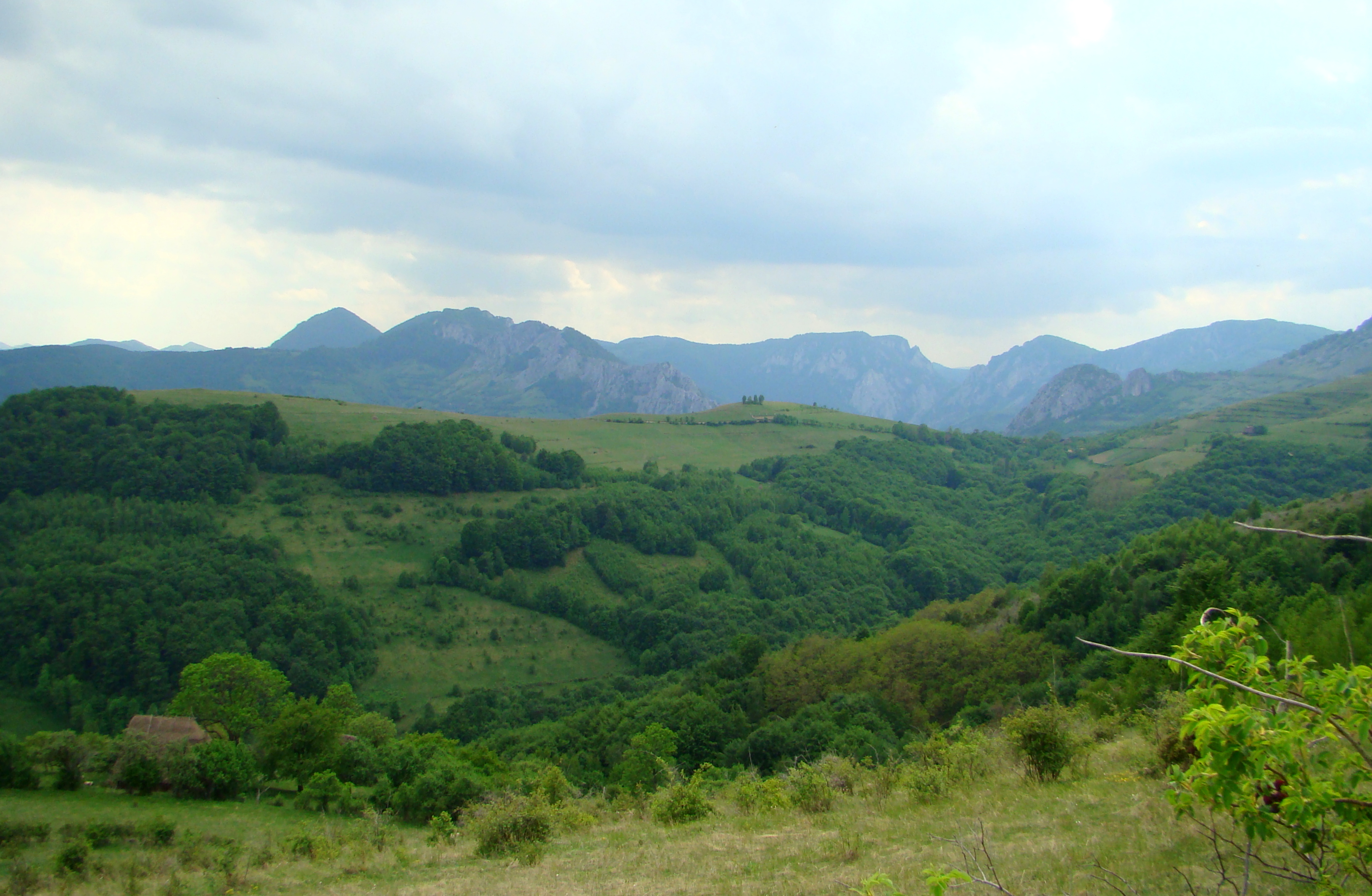
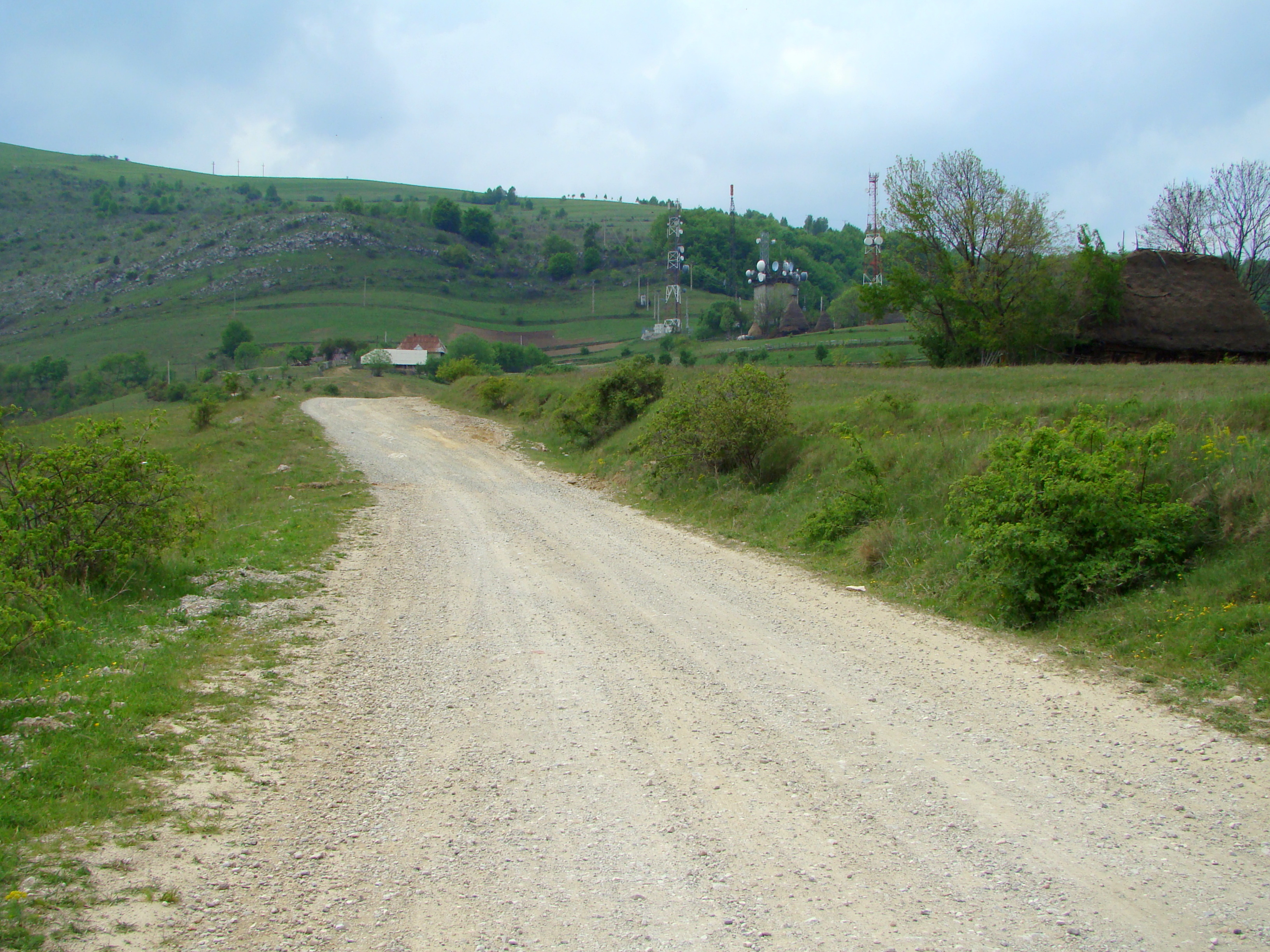